# Иванов, Николай Романович
Николай Романович Иванов (6 января 1925 — 6 марта 1989) — советский врач-педиатр, инфекционист, член-корреспондент АМН СССР (1978).
Окончил Саратовский государственный медицинский институт (1947). С 1964 и до конца жизни — заведующий кафедрой детских инфекционных болезней, доктор медицинских наук, профессор. Заместитель ректора по учебной работе (1959), с 1960 до 1989 — ректор Саратовского медицинского института. Создатель крупной отечественной школы педиатров-инфекционистов. Автор более 300 работ, большинство из которых по иммунопрофилактике, стафилококковой инфекции, сепсису, острым кишечным инфекциям.

## Биография
Н. Р. Иванов родился 6 января 1925 г. в селе Хованщина Бековского района Пензенской области в крестьянской семье. В 1941 г. остался без отца, который погиб в первые месяцы Великой Отечественной войны. В 1942 г. он поступил в Саратовский медицинский институт. В 1947 г. с отличием окончил его, и с этого времени в течение 42 лет его жизнь была неразрывно связана с вузом.
В 1950 г. Николай Романович был зачислен на должность ассистента кафедры детских инфекционных болезней. В 1955 г. он защитил кандидатскую диссертацию под руководством профессора Елизаветы Ивановны Желябовской на тему «Материалы к изучению клиники и диагностики брюшного тифа у вакцинированных».
С 1956 г. — доцент, с 1964 г. и до конца жизни — заведующий кафедрой детских инфекционных болезней. В 1959 г. Н. Р. Иванов назначен проректором по учебной работе.
В 1978 г. Николай Романович был избран членом-корреспондентом АМН СССР.
С 1960 по 1989 гг. работал в должности ректора Саратовского государственного медицинского института.
Умер в Саратове в 1989 году. Похоронен на Елшанском кладбище Саратова, участок 11а.

## Научная работа
Н. Р. Иванов — занимался развитием инфектологии в педиатрии. Его научные труды посвящены вопросам этиологии, патогенеза, клиники, диагностики и лечения инфекционных заболеваний.
Они отражают многогранность его интересов: в разное время он и его ученики изучали патогенез и патогенетическую терапию скарлатины, кори, дифтерии, тифопаратифозных заболеваний, полиомиелита и других инфекций у детей и взрослых.
Принципиально важны его исследования по специфической профилактике инфекционных заболеваний. Этой проблеме посвящены более 60 статей, 2 монографии и 7 докторских и кандидатских диссертаций, выполненных под его руководством. Результаты этих исследований, проведённых совместно с сотрудниками НИИ «Микроб» и сотрудниками кафедры, позволили внести ряд рекомендаций в существующую на тот момент схему противочумной и противохолерной вакцинации, в том числе детей.
Были определены клинические критерии эффективности иммунизации против кори и паротитной инфекции. Под руководством Н. Р. Иванова изучалась стафилококковая инфекция, впервые была получена экспериментальная модель стафилококкового сепсиса путём внутрикостного заражения, что позволило уточнить понятие «безочагового» сепсиса, выявить различные стороны патогенеза стафилококковой инфекции. По результатам исследований разработаны принципы патогенетической терапии и методы профилактики острых кишечных инфекций в детском возрасте.
Профессор Н. Р. Иванов — развивал отечественную школу педиатров-инфекционистов. При его научном консультировании и руководстве защищено более 40 диссертаций (в том числе 18 докторских), посвящённых актуальным проблемам инфекционных заболеваний у взрослых и детей.
Он являлся членом Ученого медицинского совета Министерства здравоохранения Российской Федерации.
Как специалист в области инфекционной патологии, был членом проблемной комиссии «Корь и паротит» АМН и Республиканской проблемной комиссии по детским инфекциям. На Всесоюзных съездах он избирался членом президиума Союзного и Республиканского научных медицинских обществ инфекционистов и членом правления Всесоюзного общества педиатров.
Н. Р. Иванов был назначен членом Совета по высшему медицинскому и фармацевтическому образованию при ГУУЗе МЗ СССР и председателем медицинской аккредитации вузов Поволжского региона.
Николай Романович входил в состав редакционных советов журналов «Педиатрия», «Вопросы охраны материнства и детства», «Советская медицина», «Казанский медицинский журнал».

## Работа ректором СМИ
С 1960 и до 1989 г. Н. Р. Иванов работал в должности ректора Саратовского медицинского института. В 35 лет он начал свою административную деятельность. За эти годы в 2 раза увеличилось количество студентов, число преподавателей возросло с 297 до 700 человек, открыты 32 новые кафедры, в том числе поликлинической педиатрии, нейрохирургии, единственной в то время в стране, кафедра гематологии и профпатологии и другие, факультет повышения квалификации врачей, построены 4 здания новых клиник, поликлиника медицинского института и 2 общежития для студентов. Была создана система совместной работы СГМУ с органами практического здравоохранения, благодаря чему у населения области выросла возможность получать высококвалифицированную медицинскую помощь.
В 1976 г. институт был награждён орденом Трудового Красного Знамени.
Он избирался депутатом областного и городского Советов народных депутатов, председателем постоянной комиссии по здравоохранению и социальному обеспечению. В течение 15 лет читал цикл лекций по вопросам медицины и здравоохранения на межобластных курсах партийных и советских работников при Саратовской высшей партийной школе и курс лекций по клинике особо опасных инфекций в институте «Микроб».

## Награды
Награждён двумя орденами Ленина, орденами Октябрьской революции, Трудового Красного Знамени, «Знак Почета», пятью медалями.

## Монографии
1. «Руководство по профилактике чумы» (1972);
2. «Менингококковая инфекция» (1979);
3. «Стафилококки и стафилококковая инфекция» (1980);
4. «Обмен веществ у детей и способы его биохимической оценки» (1984);
5. «Основные симптомы и синдромы поражения нервной системы у детей» (1984);
6. «Иммунные препараты молока и их применение при острых кишечных инфекциях у детей» (1985);
7. «Социальная и экономическая эффективность здравоохранения» (1985)

## Память
В настоящее время кафедре инфекционных болезней у детей и поликлинической педиатрии Саратовского медицинского университета, а также клинике, на базе которой многие годы располагается кафедра, присвоили имя чл. корр. АМН СССР, профессора Н. Р. Иванова.
26 марта 2013 года Областной детской инфекционной клинической больнице распоряжением Правительства Саратовской области было присвоено имя Николая Романовича Иванова.